# یئومگوک-دونگ
یئومگوک-دونگ (به لاتین: Yeomgok-dong) یک منطقهٔ مسکونی در کره جنوبی است.